# Armases
Armases là một chi cua thực sự thuộc họ Ba khía. Có khoảng 13 loài đã được mô tả thuộc chi Armases.

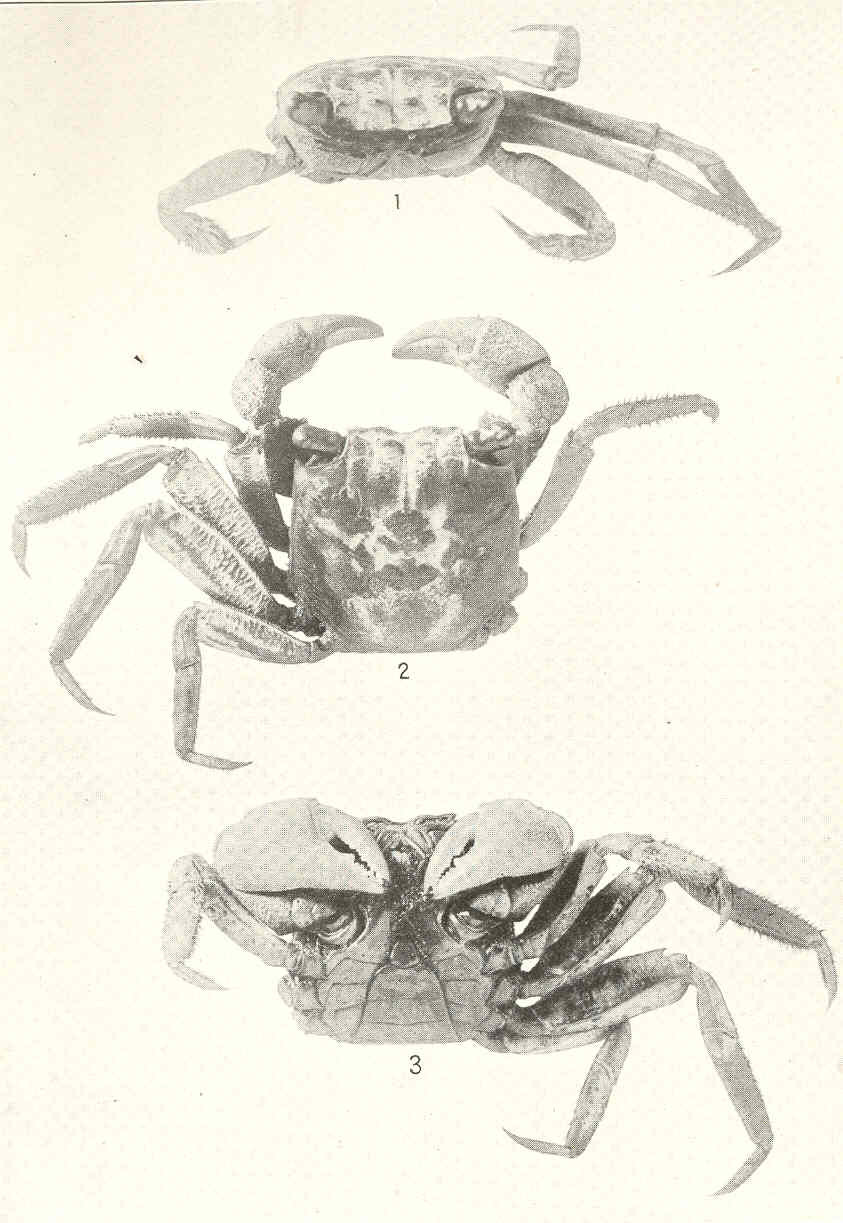
Armases roberti

## Loài
13 loài thuộc chi Armases:
- Armases americanum (Saussure, 1858)
- Armases angustipes (Dana, 1852)
- Armases angustum (Smith, 1870)
- Armases benedicti (M. J. Rathbun, 1897)
- Armases cinereum (Bosc, 1802) (squareback marsh crab)
- Armases elegans (Herklots, 1851)
- Armases gorei (Abele, 1981)
- Armases magdalenense (Rathbun, 1918)
- Armases miersii (M. J. Rathbun, 1897)
- Armases occidentale (Smith, 1870)
- Armases ricordi (H. Milne Edwards, 1853)
- Armases roberti (H.Milne Edwards, 1853)
- Armases rubripes (Rathbun, 1897)